# À la Ménagère
À la Ménagère is een voormalig warenhuis, aan de rue de la Liberté 59-65, in het Franse Dijon.

## Geschiedenis
De winkel was een filiaal van de Parijse winkel van Prins Torlonia, die in 1863 werd opgericht en voornamelijk gericht op vrouwen. De winkel in Dijon werd tussen 1895 en 1897 gebouwd op initiatief van Georges Maugey, in een Haussmanniaanse bouwstijl, en werd ingehuldigd op 19 juni 1897. In 1907 nam de Société française des Magasins Modernes, waarvoor de broers Lamaizière als architect werkten, bezit van de winkel en besloot deze in 1924 over te brengen naar een nieuw gebouw. Na de sluiting van het winkelfiliaal in Dijon, werd het gebouw omgebouwd tot woningen op de bovenverdiepingen. De eerste twee verdiepingen werden ingenomen door de “Brasserie du Miroir”. 
De Amerikaanse M.F.K. Fisher schrijft in zijn boek Long Ago In France: The Years In Dijon dat de café-brasserie tijdens de bezetting veel bezocht werd door Duitse soldaten, waardoor het een slechte reputatie kreeg. Bij de bevrijding werd de oude brouwerij gevorderd en omgevormd tot een toevluchtsoord voor gedeporteerden die terugkeerden uit de concentratiekampen. De begane grond werd vervolgens omgebouwd tot restaurant en de eerste verdieping tot slaapzaal. Nadat het treinstation van Dijon in 1944 werd verwoest, waardoor alle spoordiensten werden onderbroken, vroeg de gemeente vrijwilligers om de overlevenden te vergezellen en hen naar het opvangcentrum te brengen, waar gezinnen samenkwamen op zoek naar informatie over mogelijke gedeporteerde familieleden.
Later werd in de kelder van de Passage du Miroir de nachtclub L'Ambassade geopend. Als eerbetoon werd de bar van het Hôtel Vertigo Embassy genoemd. Anno 2024 is het gebouw omgebouwd tot het winkelcentrum "Galerie du Miroir" met daarboven appartementen. 

## Galerij

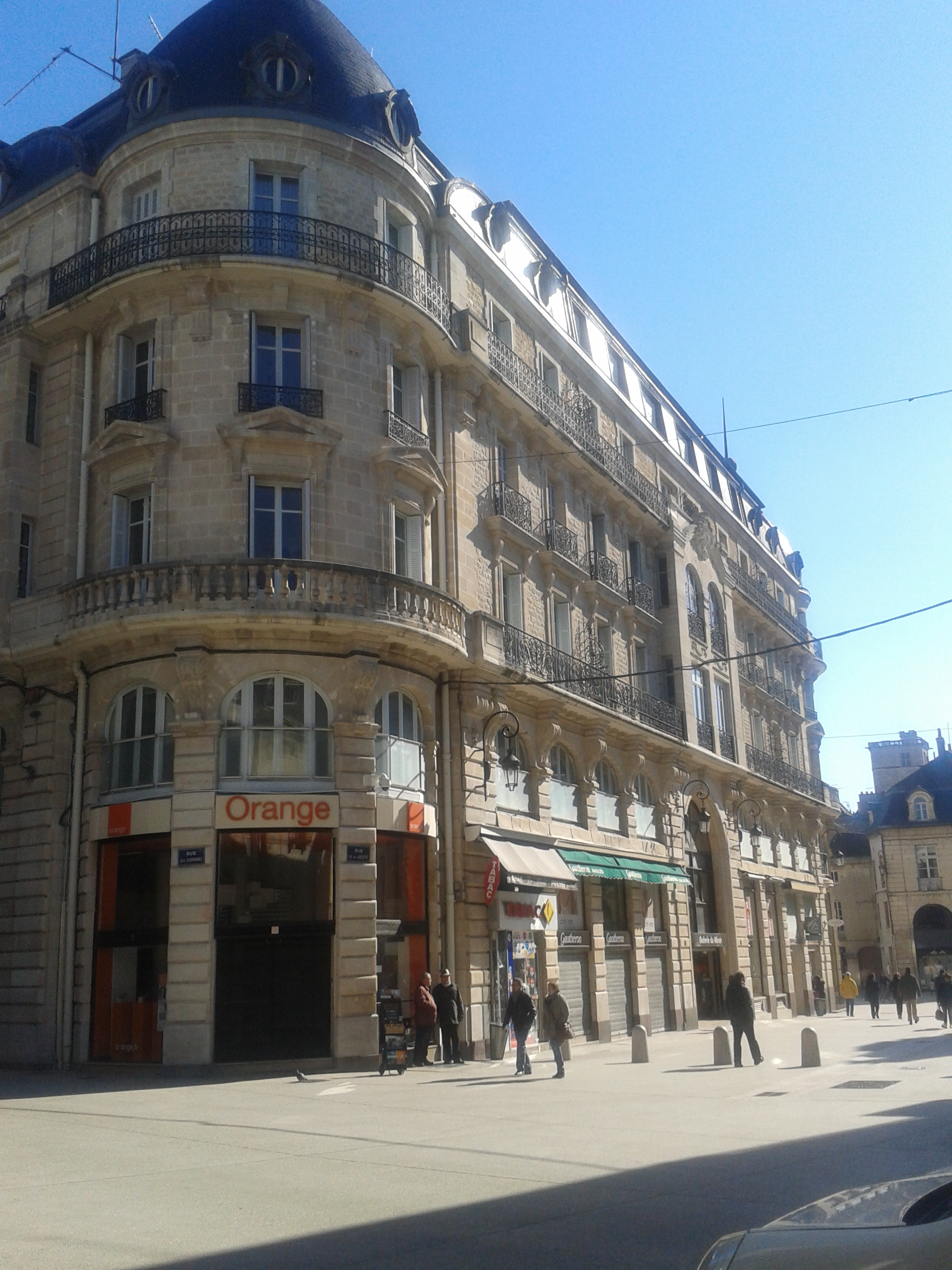
Gevel aan rue de la Liberté